# Bogner

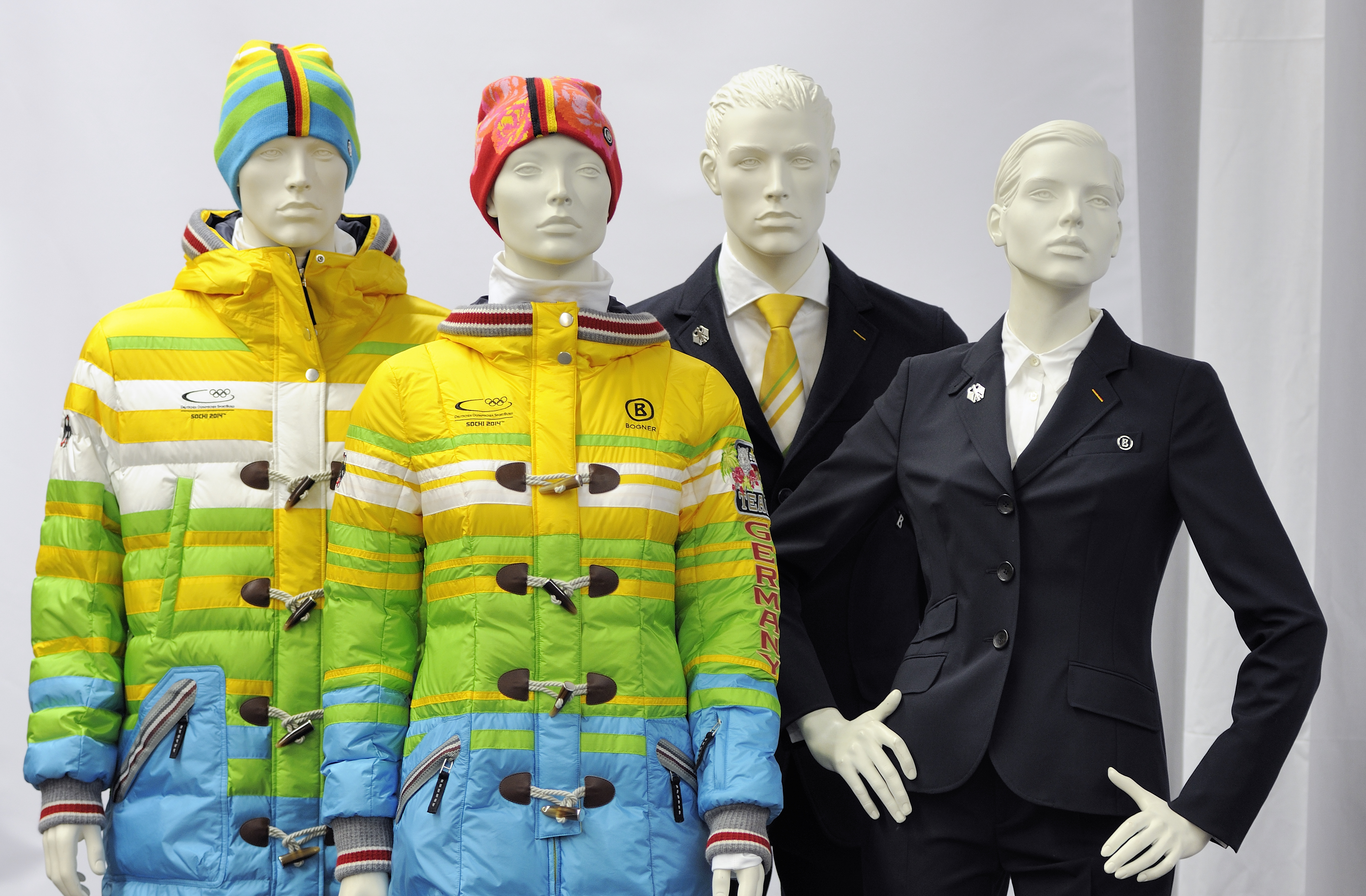

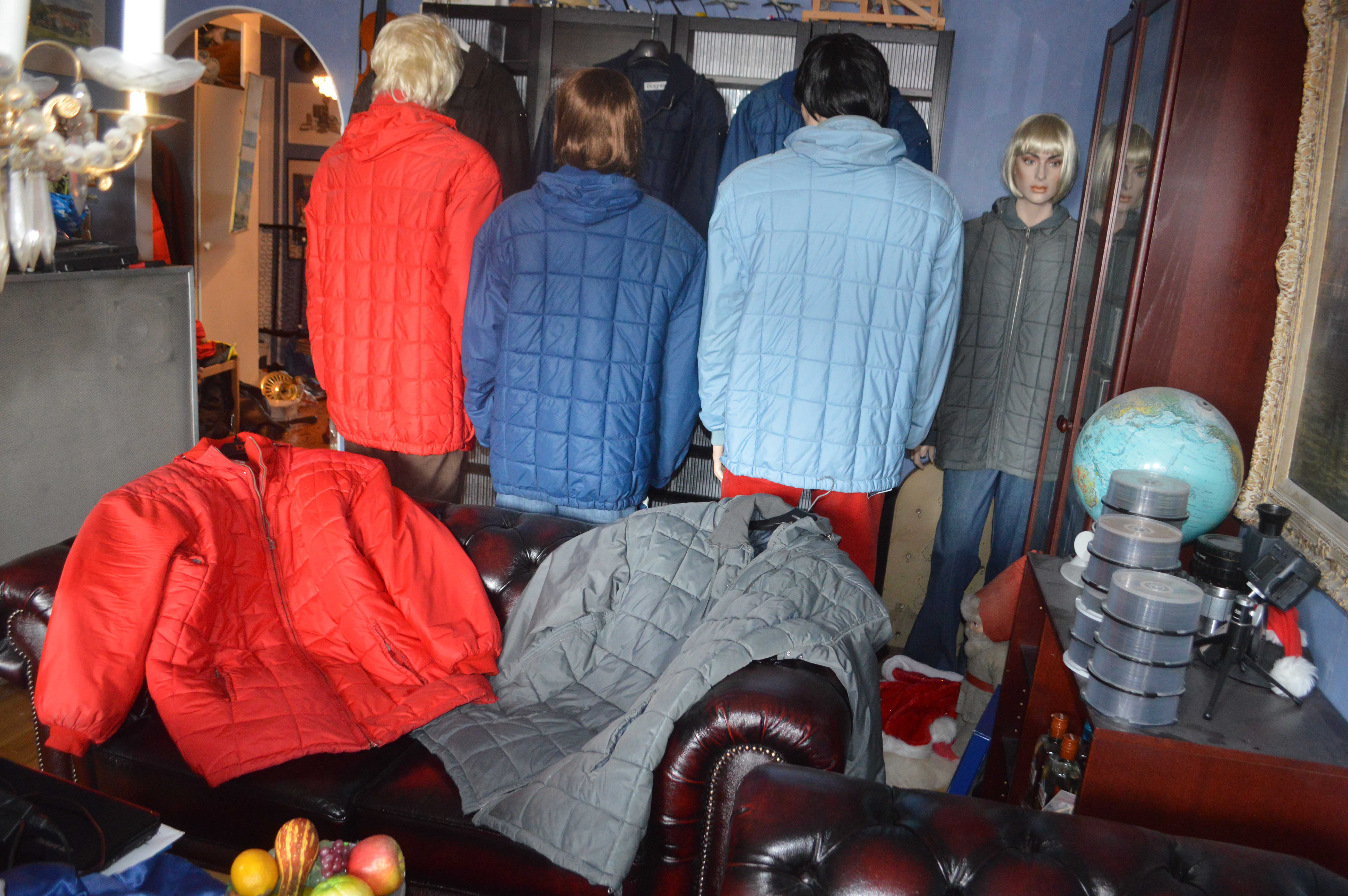
ALTA jackan från Bogner

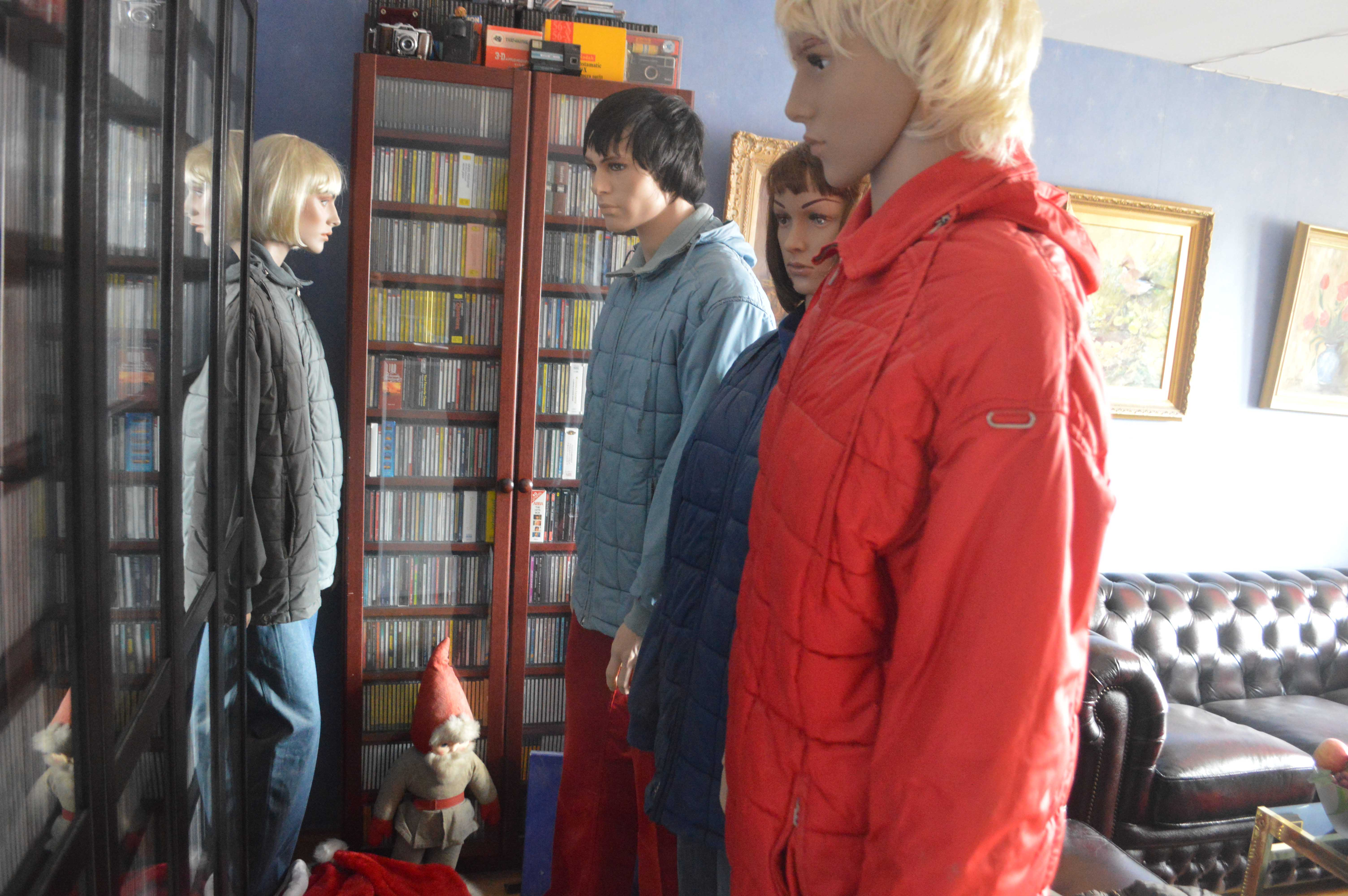
Bogner Alta

Bogner är en tysk tillverkare av vintersportmode, grundad 1932.
Bogner grundades 1932 av Willy Bogner senior som var en av Tysklands bästa skidåkare under 1930-talet. Bogner svor 1936 eden vid de olympiska vinterspelen i Garmisch-Partenkirchen. Från början var Bogner importör av skidutrustning från Norge.
Tillsammans med makan (från 1937) Maria Lux drev Bogner framgångsrikt Bogner som utvecklades till ett prestigemärke inom skidmodet. Maria Lux var den som skapade kläderna medan Willy Bogner koncentrerade sig på tillverkning och försäljning. Efter andra världskriget blev Bogner ett populärt märke hos många amerikanska filmstjärnor. Under 1960-talet var Bognerjackan ett begrepp hos svenska ungdomar. Den modell av jackan som blev så populär i Sverige heter ALTA. Den lanserades i slutet av 50-talet i Västtyskland och ingick i den västtyska OS-truppens kollektion vid vinter-OS 1960. Den fanns fortfarande kvar efter mindre modifieringar i den svenska handeln till slutet på 1970-talet. 
I början av 1970-talet tog sonen Willy Bogner junior över företaget. 
Tysklands OS-trupp använder Bogner.